# Victoria Harbour

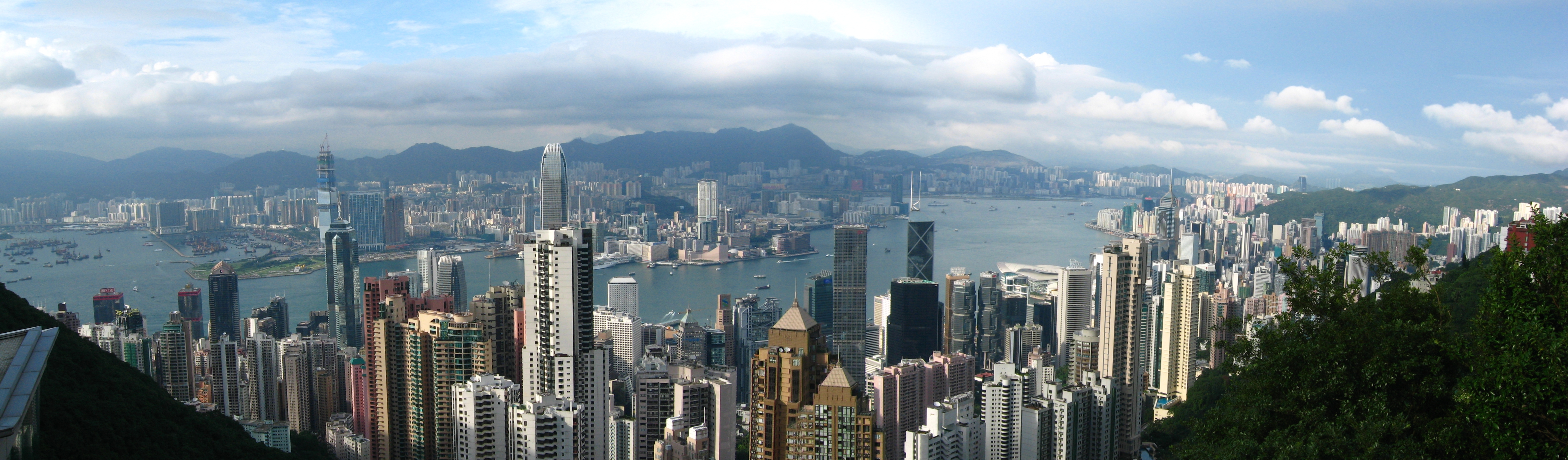
Hafenpanorama – Victoria Peak, 2008

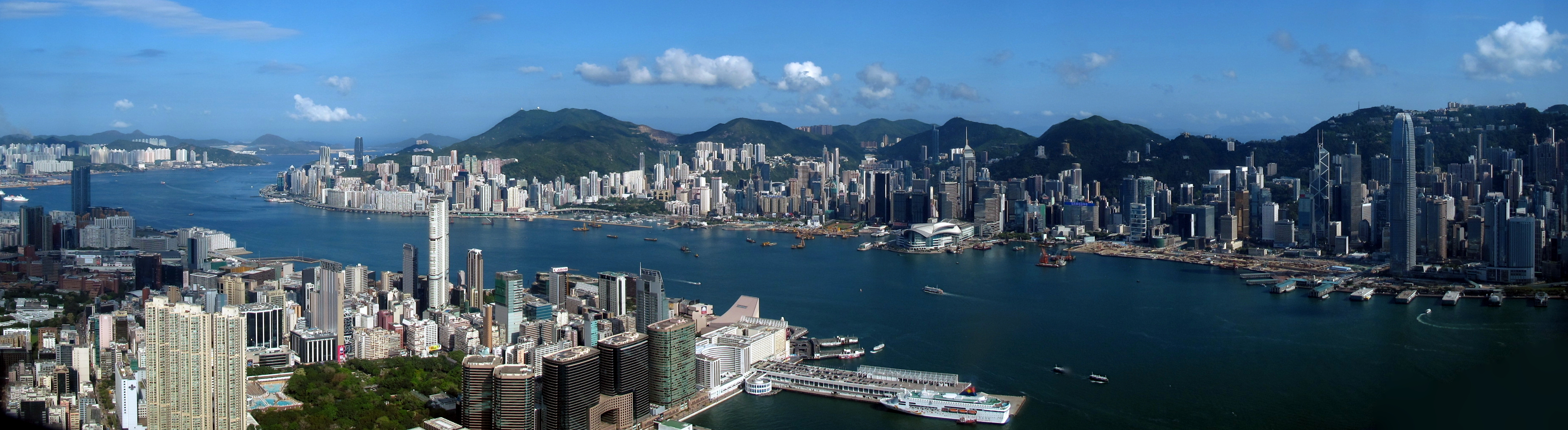
Hafenpanorama – Tagansicht ICC, 2011

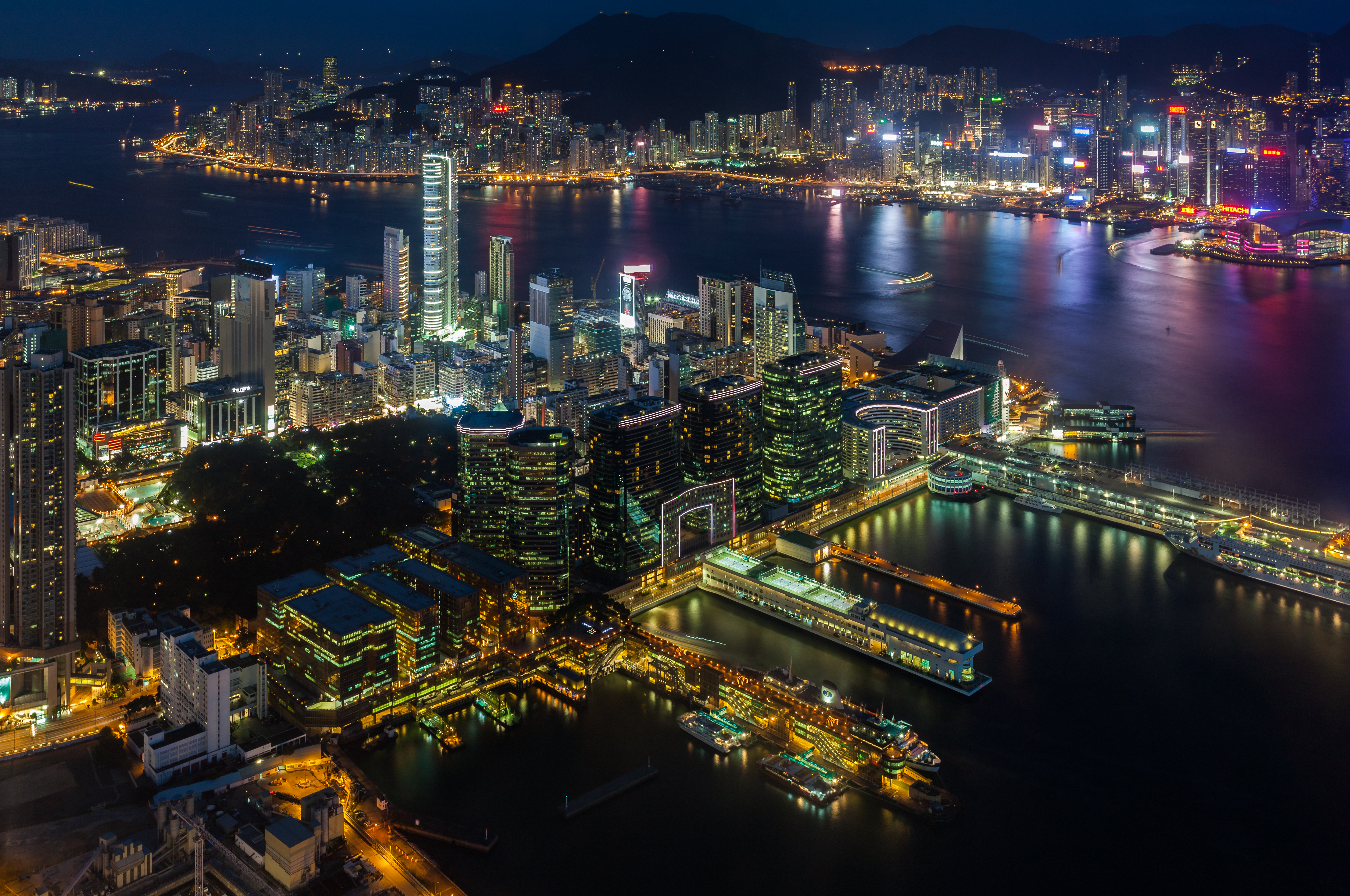
Victoria Harbour – Nachtansicht ICC, 2013

Der Victoria Harbour (chinesisch 維多利亞港 / 维多利亚港, Pinyin Wéiduōlìyà Gǎng, Jyutping Wai4do1lei6aa3 Gong2, kurz: 維港 / 维港,  Wéigǎng, Jyutping Wai4gong2) ist ein natürlicher Hafen zwischen Hong Kong Island und der Halbinsel Kowloon in Hongkong. In der alten chinesischen Literatur wurde das Gewässer meist als Jiānshāzuĭ Yángmiàn (尖沙咀洋面, Jyutping Zim1saa1zeoi2 Joeng4min6*2 – „Tsim Sha Tsui’s Seegebiet“) oder Zhōngmén (中門 / 中门, Jyutping Zung1mun4 – „Mittleres Tor“) bezeichnet.
Der Name Victoria Harbour wurde zu Ehren der britischen Königin Viktoria von den Engländern vergeben, nachdem Hongkong von 1843 bis 1997 zum Vereinigten Königreich und somit zum Britischen Empire angehörte. Die Tiefe des Hafenbeckens sowie die Breite der Wasserstraßen zusammen mit seiner strategisch günstigen Lage im Südchinesischen Meer waren ausschlaggebend dafür, dass Großbritannien Hongkong zu einer Kronkolonie machte.
Bereits frühzeitig erkannten die Engländer das Potential des Hafens. Nach dem Ersten Opiumkrieg wurde zuerst Hong Kong Island übernommen und später Kowloon an die Briten ausgeliehen. Der Victoria Harbour wurde zum Hauptstützpunkt des englischen Seehandels in Ostasien. Der Hafen hatte in den beiden vergangenen Jahrhunderten die Geschichte und die Kultur Hongkongs entscheidend geprägt. Er gab den entscheidenden Impuls für die Entwicklung dieses Standortes, der ihn bis heute zu einem der bedeutendsten Wirtschaftszentren der Welt werden ließ.
Durch die Aussicht, die sich vom Hafen auf die umliegende Kulisse bietet, ist er heute eine der Hauptattraktionen von Hongkong, wo er den Mittelpunkt des urbanisierten Gebietes der Stadt bildet. Der Hafen ist alljährlich ebenso Schauplatz für das Feuerwerk anlässlich des Chinesischen Neujahrs. Seine Promenade ist ein populärer Anziehungspunkt gleichermaßen für Touristen und Einwohner.

## Geographie

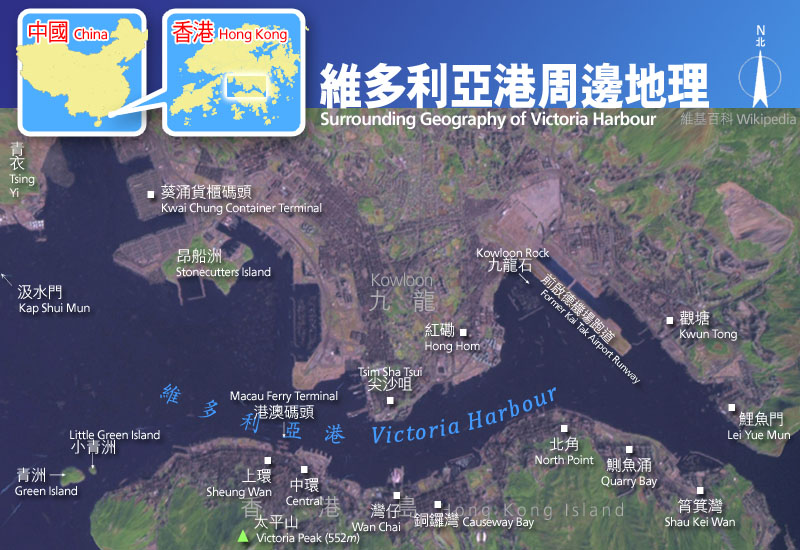
Victoria Harbour – Umgebungskarte, 2006

Gemäß den Angaben aus dem Jahr 2004 hat der Victoria Harbour eine Fläche von insgesamt 41,88 Quadratkilometern, wobei die durchschnittliche Wassertiefe mit 12 Meter angegeben wird. Der tiefste Punkt des Hafenbeckens ist Lei Yue Mun (鯉魚門 / 鲤鱼门,  Lǐyúmén, Jyutping Lei5jyu4mun4), wo der Hafen 43 Meter tief ist. Die seichteste Stelle liegt bei Yau Ma Tei (油麻地,  Yóumádì, Jyutping Jau4maa4dei6*2). Hier besitzt der Hafen eine Durchschnittstiefe von sieben Meter. Die Wasserhöhe variiert zwischen Ebbe und Flut um etwa einen Meter.
Als östliche Grenze wird allgemein der Abschnitt vom östlichen Ende von Siu Chau Wan (小酒灣 / 小酒湾,  Xiǎojiǔ Wān, Jyutping Siu2zau2 Waan1) nach A Kung Ngam (亞公岩 / 亚公岩,  Yàgōngyán, Jyutping Aa3gung1ngaam4) angesehen. Die westliche Grenze wird durch eine Linie bestimmt, die vom westlichsten Punkt von Hong Kong Island zum westlichsten Punkt von Green Island gezogen wird, von wo aus sie sich weiter zum südöstlichen Punkt von Tsing Yi erstreckt. Dort zieht sie sich entlang der östlichen und nördlichen Küstenlinien zum westlichsten Ende der Halbinsel Tsing Yi, ehe eine weitere gerade Linie, die von dort nach Norden zum Festland gezogen wird, den Abschluss bildet.

### Inseln und Halbinseln
Im Folgenden sind die Hauptinseln aufgelistet, die in Verbindung mit dem Hafen zu nennen sind:
- Green Island
- Little Green Island
- Kowloon Rock
- Tsing Yi Island

Aufgrund der Landgewinnung wurden folgende ehemaligen Inseln nun an angrenzenden Landflächen oder größeren Insel angeschlossen.
- Stonecutters Island (nun angeschlossen an Lai Chi Kok Bay, New Kowloon)
- Channel Rock (nun angeschlossen an Kwun Tong, New Kowloon)
- Kellett Island (nun angeschlossen an Causeway Bay, Hong Kong Island)
- Hoi Sham Island (nun angeschlossen an To Kwa Wan, Kowloon)
- Nga Ying Chau (nun angeschlossen an Tsing Yi Island, New Territories)
- Pillar Island (nun angeschlossen an Kwai Chung, New Territories)
- Mong Chau (nun angeschlossen an Kwai Chung, New Territories)
- Chau Tsai (nun angeschlossen an Tsing Yi Island)

### Wasserhöhe und -güte
Als 1962 der Taifun Wanda über Hongkong fegte, stieg das Wasser bis zu einem Pegel von 3,96 Metern und markierte die bis heute gültige Rekordmarke im Victoria Harbour. Zwischen 1954 und 2004 stieg das Wasser wegen der globalen Klimaerwärmung, aufgrund der Landgewinnung, der Sedimentation durch Ablagerungen des Perlflusses sowie durch Veränderungen der Meeresströmung im Südchinesischen Meer um ganze 12 Zentimeter. Zwischen 1987 und 1999 stieg das Wasser jährlich sogar um 22 Millimeter. Das ist das Zehnfache des globalen Durchschnitts. Seit 1999 ist die Wasserhöhe jedoch wieder rapid abgesunken.
Anfangs, als die Ufer noch die ursprüngliche und natürliche Küstenlinie bildeten, war die Wasserstraße des Victoria Harbours wesentlich breiter. Bis in die 1930er Jahre war der Ostteil des North Point ein öffentlicher Strandabschnitt und bis in die 1970er Jahre hinein konnte man bei Shau Kei Wan noch baden. Heute hat die rasante Entwicklung der Metropole dazu geführt, dass das Schwimmen durch die Wasserverschmutzung im Hafen sowie aufgrund der durch die Landgewinnung verursachte hohe Wellengang und die stärkere Strömung innerhalb des Hafengewässers nicht mehr möglich ist. Im Zuge der Neuplanung des Hongkonger Flughafens in den 1980er Jahren gab es auch Pläne, die Hafenanlage außerhalb des Stadtkerns nach Rambler Channel oder Lamma Channel zu verlegen. Dieser Plan wurde jedoch nie umgesetzt.

## Geschichte

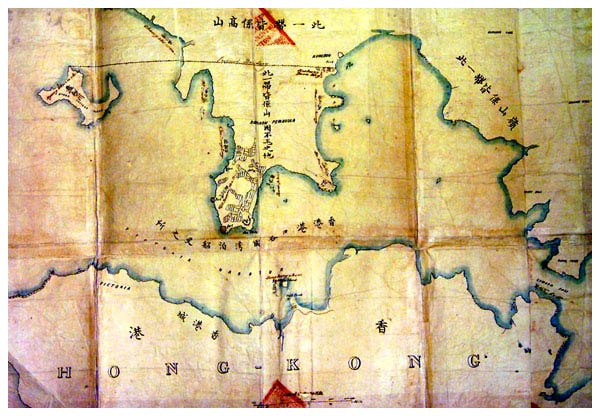
Karte des Victoria Harbours – Pekinger Konvention, 1860

Bereits im Jahre 1841 besetzte England Hong Kong Island und nach der Ratifizierung des Vertrags von Nanking zwischen China und Großbritannien im Jahr 1843 erhielt die britische Krone das „ewige Besitzrecht“ für die Insel zugesprochen.
Den britischen Händlern war nun ein Ausgangspunkt und ein natürlicher Hafen für ihre Schiffe geschaffen worden. Der Hafen zwischen der Insel Hongkong und der Halbinsel Kowloon war tief und bot durch seine Lage eine geschützte Ankerstelle für die britische Handelsflotte. Durch seine strategisch günstige geographische Lage im Herzen des Südchinesischen Meeres und der Nähe von Kanton zu dem chinesischen Festland, entwickelte er sich zu einem Zentrum des Handels mit China.
Allmählich verlegten nun die verschiedenen Handelshäuser ihren Sitz nach Hongkong, wo sich ihnen eine Möglichkeit bot, ihre Schiffe zu warten. Nach den langen Seereisen waren oft Reparaturen und eine Überholung der Schiffe notwendig und der Victoria Harbor stellte einen idealen Zufluchtsort hierfür dar. Im Hafen Hongkongs konnten auch die Bestände an Nahrung und Wasser wieder aufgefüllt werden. Ab den 1840er Jahren dockten oft die sogenannten „Teeklipper“ in Hongkong an, die sich an dem legendären „großen Teerennen“ von China nach London beteiligten.
Am 21. Dezember 1854 verhaftete die Polizei mehrere bewaffnete Rebellen, die im Zuge des Taiping-Aufstands im Begriff waren, einen Angriff auf Kowloon City zu starten. Am 23. Januar 1855 kam es in den Hafengewässern fast zu einer Seeschlacht, als eine Flotte bewaffneter Dschunken der Taiping die chinesischen kaiserlichen Kriegsschiffe bedrohte, die den Hafen verteidigten. Die chinesischen Verteidiger wurden von der britischen Kolonialmacht jedoch abkommandiert. Diese Ereignisse verursachten zunehmende Spannungen, die schließlich mit ausschlaggebend für den Zweiten Opiumkrieg waren.
Nach der Unterzeichnung der Pekinger Konvention besetzten britische Truppen im Januar 1861 die Kowloon-Halbinsel. Im April wurde das Gewässer zwischen Hong Kong Island und Kowloon dann nach Königin Victoria in Victoria Harbour umbenannt. Davor wurde es in Dokumenten der Qing-Regierung zumeist als Jianshazui Yangmian (尖沙咀洋面, Jyutping Zim1saa1zeoi2 Joeng4min6*2 – „Tsim Sha Tsui’s Seegebiet“). oder als Zhongmen (中門 / 中门, Jyutping Zung1mun4 – „Mittleres Tor“) bezeichnet. In gleicher Weise wurden der Victoria Park, Victoria City sowie der Victoria Peak nach dem damaligen Oberhaupt des britischen Königreiches benannt.
Da Hongkong über wenig ebene Landstriche verfügte, initiierte die Regierung bereits 1841 mehrere Landgewinnungsprojekte. Bereits im Jahre 1842, als die Queen’s Road und die Wyndham Street errichtet wurden, fielen große Mengen von Gestein als Schutt an, der direkt in das Meer gekippt wurde, um die Fläche von Hong Kong Island zu vergrößern. 1852 begann das Bonham Landgewinnungsprojekt, um die Fläche von Sheung Wan zu erweitern. Dies konnte als erstes offizielles Landgewinnungsprojekt bezeichnet werden. Auf der gewonnenen Landfläche wurden danach die Regierungsgebäude sowie die Hafenanlagen errichtet.

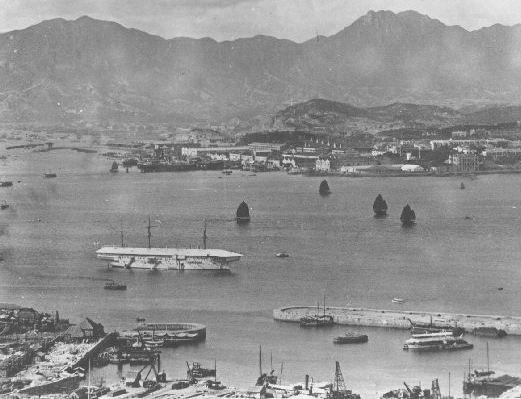
Victoria City 1905 – Helles Schiff Bildmitte HMS Tamar (1863) – Versunken im Pazifikkrieg, wahrscheinlicher Wrack wiederentdeckt im Victoria Harbour 2014

Später wurden die Landgewinnungsprojekte auf die gesamte Nordseite von Hong Kong Islands sowie auf Kowloon erweitert. Die heute wirtschaftlich wichtigen Gegenden Des Voeux Road, Wan Chai, Causeway Bay, Tsim Sha Tsui East, Kai Tak, Hung Hom Bay, Kwun Tong Industrial Area, To Kwa Wan und West Kowloon stehen auf ehemaligen Wasserflächen.
Nach der Eröffnung des Suezkanals im Jahre 1869 rückten Dampfschiffe als Frachttransporter in den Vordergrund. Aufgrund der Zunahme des Schiffsverkehrs war der Bau von Leuchttürmen nötig geworden. 1875 wurde der erste Leuchtturm Hongkongs, der Leuchtturm von Cape D’Aguilar, eröffnet. Im Jahre 1913 legten so mehr als 22.000 Schiffe im Victoria Harbour an.
Schon früh hatte die Royal Navy einen Marinestützpunkt im Victoria Harbour errichtet. Im Dezember 1941 besetzten im Zweiten Weltkrieg zahlenmäßig weit überlegene japanische Truppen die britische Kolonie innerhalb von 18 Tagen (Schlacht um Hongkong).
Als einer der wichtigsten Häfen Asiens war Hongkong bis in die 1970er Jahre hinein ein wichtiger Schiffbaustandort. Hongkong besaß zwei der größten Werften Asiens: Der Taikoo Dockyard am Quarry Bay sowie der Hong Kong and Whampoa Dock in Hung Hom. Die Werften beschäftigten über tausend Mitarbeiter, ihre Technik und Tonnage konkurrierten dabei mit den Werften Japans. Seit dieser Zeit erlebte der Schiffbau einen Niedergang und zugleich stieg der Grundstückpreis in Hongkong rapide an. Aus diesem Grund wurden die Werften in den 1970er und 1980er Jahren demontiert und ihre Anlagen nach Tsing Yi transportiert. Auf den Gebieten der ehemaligen Werften wurden stattdessen Wohngebäude und Einkaufspassagen errichtet.
Mitte der 1990er Jahre wurde der britische Militärstützpunkt nach Stonecutters Island verlagert. Es gab Pläne, auf dem ehemaligen Militärgebiet das neue Regierungsviertel zu errichten. Hongkong war und bleibt bis heute ein Freihafen, zudem befindet sich die Stadt im Mittelpunkt der fernöstlichen Wasserstraßen, weswegen vor der Rückgabe Hongkongs an China im Jahr 1997 viele englische und amerikanische Kriegsschiffe hier anlegten. Selbst nach 1997 wurde der Hafen oft von amerikanischen Kriegsschiffen angefahren, um sich hier mit Nachschub einzudecken.

## Hafenanlagen und Verladestationen

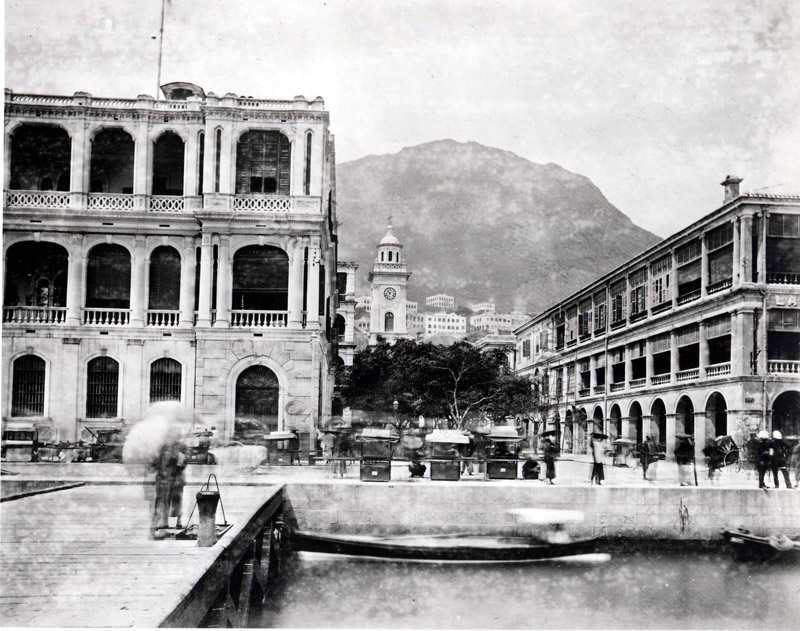
Frachthafen – Pier auf der Pedder Street (Küstenlinie 1893), Central 1905

Der Victoria Harbour ist ein natürlicher Hochseehafen. Es verfügt über eine breite Wasserstraße mit einer durchschnittlichen Wassertiefe von 12 Metern, die das Manövrieren erleichtert und nicht von Versandung gefährdet ist. Der Hafen kann gleichzeitig über 50 Frachtschiffe mit über 10.000 BRT aufnehmen. Die beiden Zufahrten an der Ost- und Westseite des Hafens sind im Vergleich dazu relativ eng. Die Berge der ihn umgebenden Insel Hong Kong Island sowie die Halbinsel von Kowloon bilden dabei einen natürlichen Windschutz, so dass selbst Taifune keine nennenswerte Gefahr für die im Hafen angelegten oder ankernden Schiffe darstellen. Zudem liegt Hongkong in einem subtropischen Gebiet, so dass der Hafen das gesamte Jahr über befahrbar ist. Diese Faktoren machen Hongkong zu einem perfekten Umschlaghafen.
Die meisten der Hafenanlagen der Stadt finden sich am Victoria Harbour, der zu den belebtesten und wichtigsten Häfen der Welt gehört. Im Jahre 2006 haben hier insgesamt 39.040 Überseeschiffe und 190.820 Binnenschiffe angelegt, die den Güter- und Personenverkehr bedienten. Bereits seit der Einrichtung der Kolonie war der Victoria Harbour einer der bedeutendsten und wichtigsten Häfen für den Handel mit Asien und China. Erst in den letzten Jahren zog mit dem Bau des Kwai Tsing Container Terminals der Frachtverkehr langsam vom Stadtzentrum ab. Heute dient Victoria Harbour hauptsächlich dem Tourismus und dem Passagiertransport, obgleich immer noch sehr viele Schiffe das Hafengewässer passieren. Heute können sehr oft Mid-Stream Operationen, also der Frachtumschlag auf See, sowie Durchfahren von Binnenfrachtern beobachtet werden. Besonders für die südchinesischen Gebiete ist der Victoria Harbour immer noch von immenser Bedeutung, da ein Großteil der Waren von Südchina nach Übersee in diesem Hafen umgeschlagen wird.

### Kwai Tsing Container Terminals

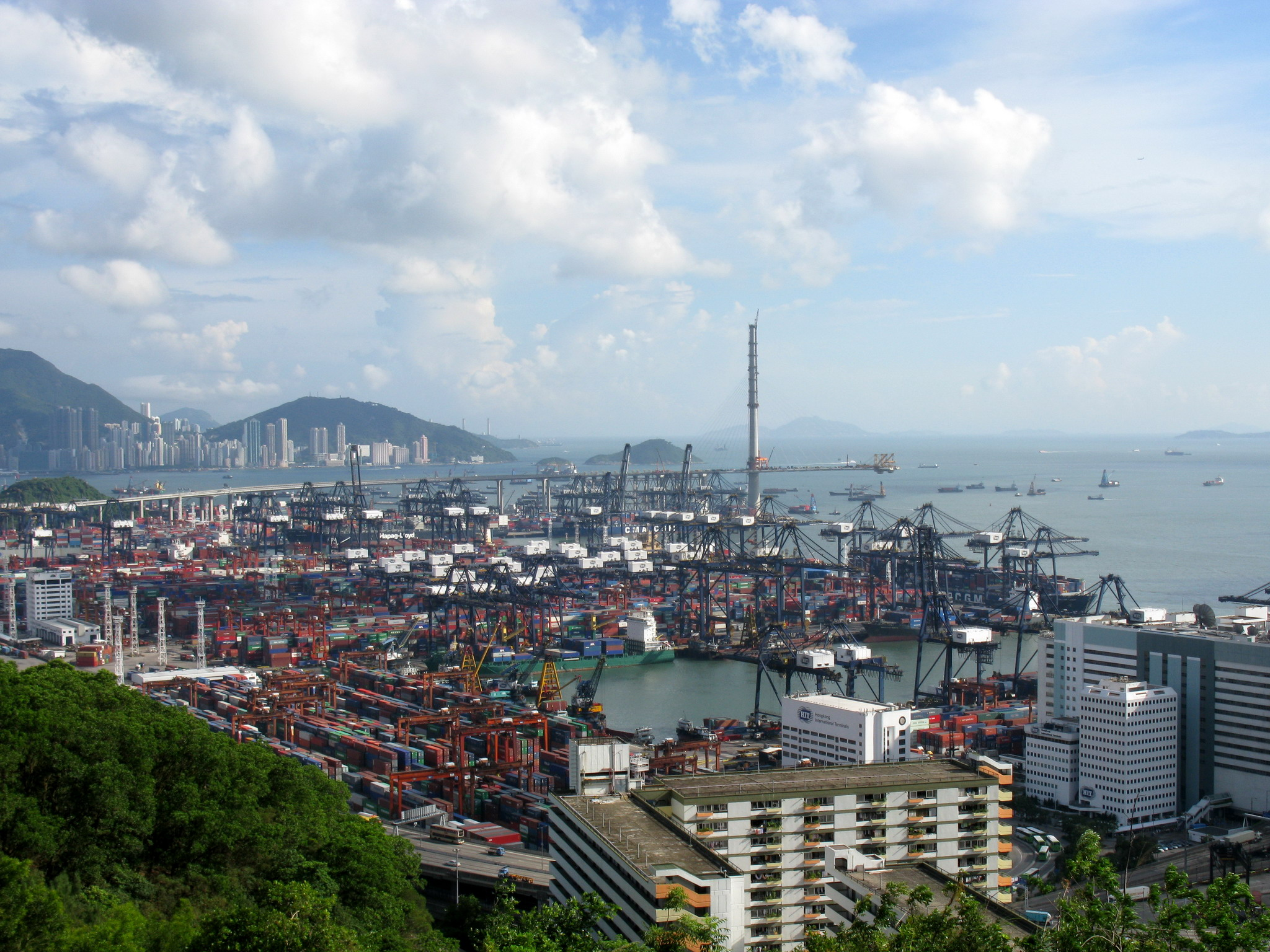
Kwai Tsing Container Terminal, 2008

Das Kwai Tsing Container Terminal befindet sich im Distrikt Kwai Tsing in den New Territories sowie im Gin Drinkers Bay von Tsing Yi Island und liegt somit im Nordwestteil des Victoria Harbours, am westlichen Ende von Kowloon. Es ist das größte Containerterminal von Hongkong und 2016 nach Schanghai, Singapur, Shenzhen, Ningbo-Zhoushan und Qingdao das sechstgrößte der Welt. Von 1992 bis 2004 war Hongkong der umschlagsstärkste Frachthafen der Erde.
Es ist rund um die Uhr in Betrieb und wickelte im Jahr 2004 rund 62 Prozent der 21.930 in den Territories umgeschlagenen TEU ab. Rund 400 Containerschiffe legen wöchentlich in Hongkong an und verbinden die Stadt mit über 500 Zielen auf dem Globus.
Das Kwai Tsing Container Terminal breitet sich auf einer riesigen Fläche von Kwai Tsing bis nach Stonecutters Island aus. Es besteht aus insgesamt neun Containerterminals, 24 Anlegeplätzen und kann die größten Containerschiffe der Welt bedienen. Jährlich können hier über 18 Millionen ISO-Container umgeschlagen werden. Im Jahr 2006 wurden hier insgesamt 16.048 Millionen ISO-Container ver- und entladen.

### Mid-Stream Operationen
Als sich das Kwai Tsing Container Terminal in den 1970er Jahren noch im Aufbau befand, standen für die Containerschiffe im Hafen nicht genügend Anlegestellen zur Verfügung. Um die Wartezeit zu verkürzen, wurde die Container mit Hilfe von Pontons direkt auf dem Meer von einem Schiff zum nächsten umgeladen oder zum nahgelegenen Hafen verfrachtet. Dies war der Auftakt der sogenannten Mid-Stream Operationen in Hongkong.
Auf beiden Seiten des Victoria Harbours wurden Anlagen errichtet, um Fracht von See aus aufzunehmen. Dies entlastete nicht nur den Containerhafen selbst, sondern ebenso seine Zufahrtsstraßen. Etwa 20 % der Waren werden in Hongkong über diese Mid-Stream Operationen beladen oder gelöscht.

## Tourismus
Die Victoria Harbour ist weltbekannt für seine atemberaubende nächtliche Panoramasicht, die vornehmlich, vor allem mit Blick auf Hong Kong Island, von einer beeindruckenden Skyline geprägt ist; Eine Silhouette aus dicht aneinander liegenden und mit Leuchtreklamen versehenen Wolkenkratzern, die sich entlang der Hänge des dahinter aufragenden Victoria Peaks erheben. Entlang des Victoria Harbours sind in den letzten Jahren mehrere Aussichtspunkte und Fußgängerwege entstanden, so zum Beispiel die Wasserfrontpromenade in West Kowloon oder die Hong Kong City Hall, das Kongress- und Ausstellungszentrum und der Golden Bauhinia Square auf Hong Kong Island. Die beste Sicht auf den Hafen bietet sich jedoch vom Victoria Tower auf dem Victoria Peak hinab, von der Piazza am Hongkong Kulturzentrum oder von der Promenade von Tsim Sha Tsui mit Blick auf die Kowloon-Seite. Sehr beliebt ist auch der Blick auf den Hafen, der sich von Bord eines der Star-Ferry-Schiffe ergibt. Allerdings wurde die Sicht vom Victoria Peak in den letzten Jahren oft von Smogs getrübt.
Als das natürliche Zentrum des gesamten Stadtgebietes werden entlang des Hafens viele öffentliche Veranstaltungen und Shows angeboten, einschließlich der jährlichen Feuerwerke in der zweiten Nacht zum Chinesischen Neujahr. Diese Shows sind bei Touristen und Einheimischen gleichermaßen beliebt und werden in der Regel im Lokalfernsehen übertragen. Um die Popularität des Hafens zu erhöhen und ihn als eine Sehenswürdigkeit der Stadt herauszustellen, führte die Regierung eine Show ein, die sich A Symphony of Lights  nennt und bei der sich die Stadt seit 2004 jeden Abend ab acht Uhr mittels Audio-, Licht- und Pyrotechnik und durch Lasershows und Lichtspiele präsentiert.
Ebenfalls wurde die Avenue of Stars eröffnet, die sich entlang der Promenade vor dem neu gebauten New World Centre in Tsim Sha Tsui erstreckt. Nach dem Vorbild des Hollywood Walk of Fame werden hier die berühmtesten Personen geehrt, die das Hongkong-Kino in den vergangenen Jahrzehnten hervorgebracht hat.

## Verkehrsverbindungen
Da der Victoria Harbour Hong Kong Island von Kowloon trennt, waren und sind die Transportmöglichkeiten zwischen diesen beiden Stadtteilen für die Entwicklung von Hongkong besonders wichtig. Seit den 1890er Jahren gibt es regelmäßige Fährverbindungen zwischen beiden Hafenseiten. Mit der wirtschaftlichen Entwicklung ist heute die Hauptverkehrslast von den Fähren auf Straßen- und Schienentunnel unter dem Meeresgrund verlagert worden.

### Tunnel

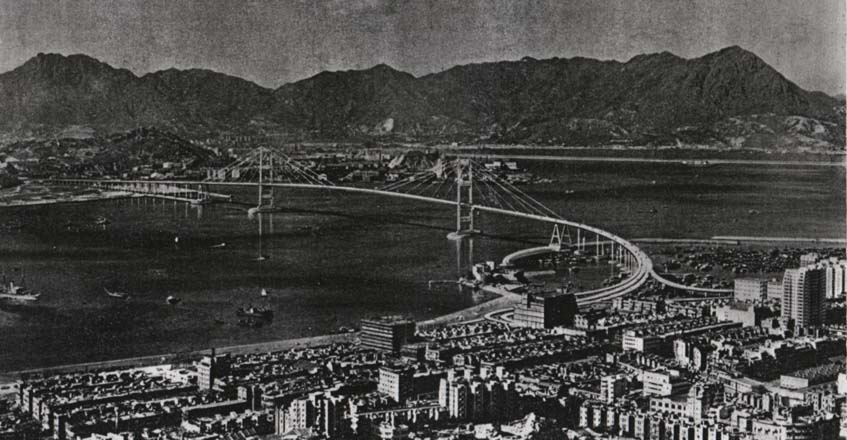
Hafenmodel mit Brücke über den Victoria Harbour, 1950

Zwar gibt es bis jetzt keine Brücke, die über den Hafen führt, dafür existieren mittlerweile drei Tunnel, die das Hafenbecken unterqueren: Der Cross-Harbour Tunnel (eröffnet 1972), der Eastern Harbour Crossing (1989) und der seit 1997 in Betrieb befindliche Western Harbour Crossing. Alle Tunnel verbinden Hongkong Island mit der Halbinsel Kowloon. Die drei Tunnel sind heute die wichtigsten Verkehrsverbindungen zwischen diesen beiden Stadtgebieten. Ein vierter Tunnel ist in Planung.
Bereits im Jahre 1894, als in Hongkong die erste elektrifizierte Straßenbahn geplant wurde, entstand der Vorschlag, Hong Kong Island und Kowloon durch eine Brücke zu verbinden. Diese sollte zum Wahrzeichen Hongkongs werden und ebenso von der neuen Straßenbahn genutzt werden. Da jedoch der Baupreis über dem Budget lag und die Brücke zudem die Schifffahrt beeinträchtigt hätte, wurde der Plan verschoben.
Nach dem Zweiten Weltkrieg wurde die Transportbelastung für die Fähren immer größer. In den 1950er Jahren erörterte man daher erneut die Errichtung einer Brücke, wobei auch die Möglichkeit für den Bau eines Tunnels studiert wurde. Da die Brücke die Landschaft stark in Mitleidenschaft gezogen hätte, gab man im Jahre 1955 dem Plan eines Tunnels den Vorzug und in den 1960er Jahren wurde somit der Bau des Cross-Harbour Tunnels beschlossen. Der Tunnel sollte Hung Hom (auf Kowloon) und Causeway Bay (auf Hong Kong Island) miteinander verbinden.

#### Cross-Harbour Tunnel

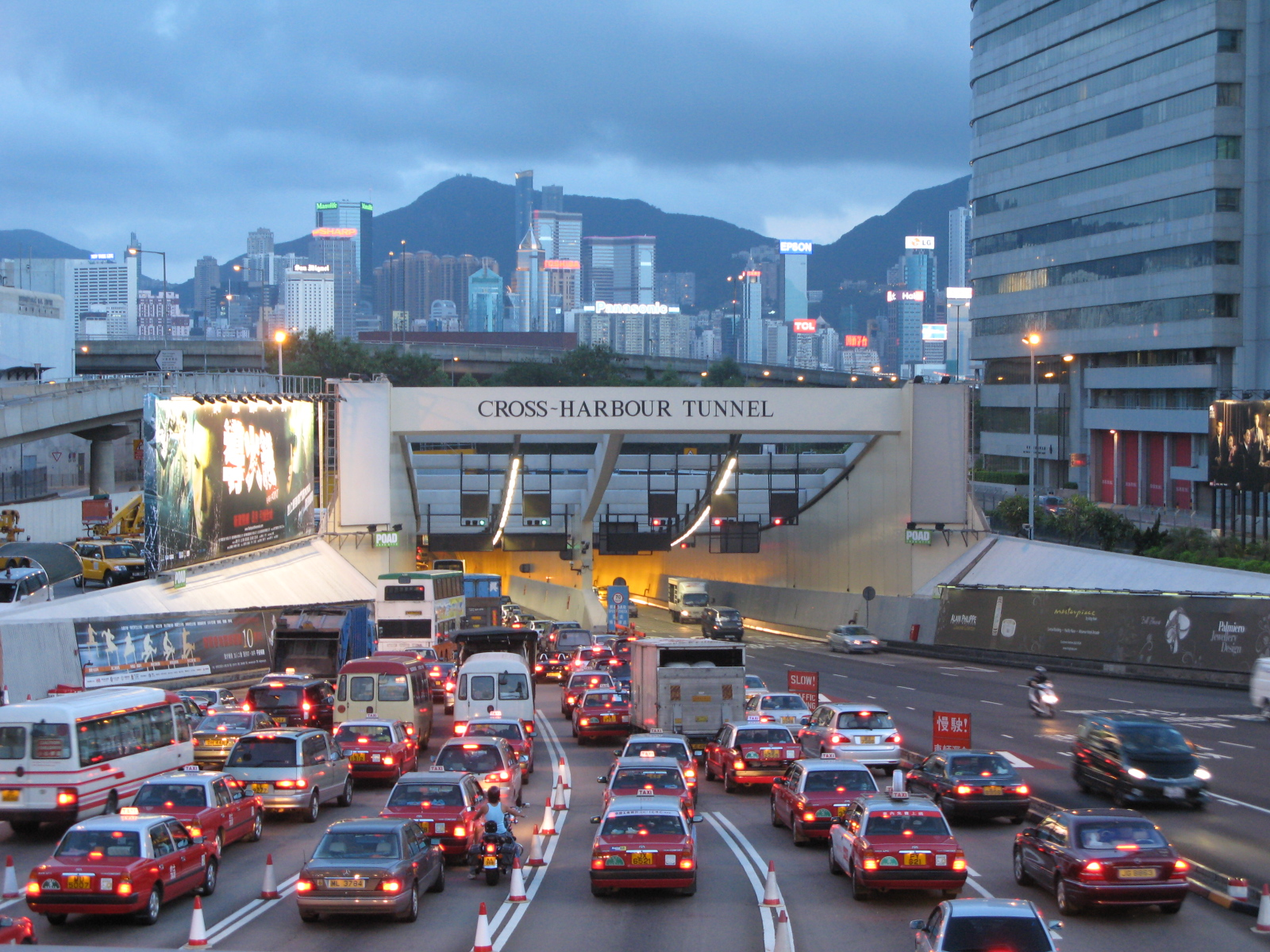
Eingang des Cross-Harbour Tunnels auf der Kowloon-Seite, 2007

Der Cross-Harbour Tunnel, kurz: CHT (香港海底隧道,  Xiānggǎng Hǎidǐ Suìdào, Jyutping Hoeng1gong2 Hoi2dai2 Seoi6dou6) war der erste unterseeische Tunnel Hongkongs und wurde im August 1972 dem Verkehr übergeben. Der Bau kostete 320 Millionen HK$. Er ist bis heute einer der am stärksten befahrenen 4-spurigen Tunnel der Welt. und die am meisten verkehrsbelastete Straße von Hongkong. Der Südeingang des Tunnels (auf Hong Kong Island) befindet sich auf Kellett Island, eine ehemalige Insel, die durch Landaufschüttung mit Hong Kong Island verbunden ist. Der Nordeingang liegt westlich von Hung Hom, auch hier ist das Land dem Meer abgerungen worden. Der Tunnel ist mittlerweile veraltet, da er in jede Richtung nur zwei Spuren besitzt. Bereits nach zehn Jahren war der Verkehrsfluss gesättigt. Täglich zur Stoßzeit kommt es so zu Staus in beiden Richtungen. Aus diesem Grund wird seit dem 1. Juni 1984 eine Steuer erhoben, die der Tunnelgebühr zugeschlagen wird und den Verkehr begrenzen sollte. Der Betrieb des Tunnels liegt heute in der Administration der Stadtregierung.
Obwohl mittlerweile die Eastern und Western Harbour Crossing eröffnet wurde, bleibt der Cross-Harbour Tunnel immer noch stark vom Verkehr belastet. Der Grund dafür liegt darin, dass die beiden neueren Tunnel eine noch höhere Gebühr verlangen und verkehrstechnisch nicht so günstig wie der Cross-Harbour Tunnel gelegen sind. An Wochenenden oder vor Feiertagen können die Staus bis nach Mitternacht andauern. 2006 wurde der Tunnel durchschnittlich täglich von 124.000 Fahrzeugen befahren.

#### Eastern Harbour Crossing

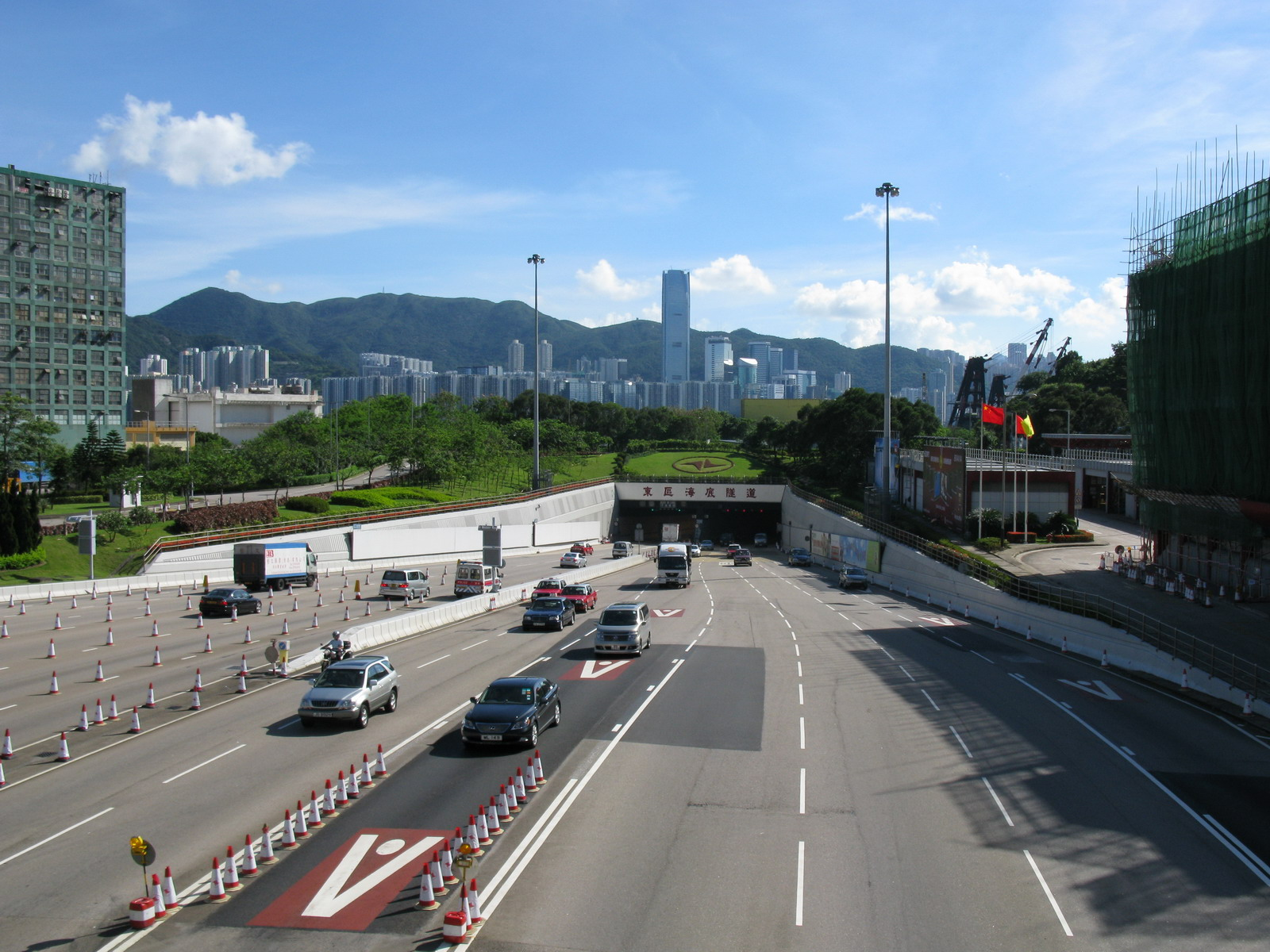
Eingang des Eastern Harbour Crossing auf der Kowloon-Seite, 2008

Da es am Cross-Harbour Tunnel immer wieder zu Staus kam, wurde ab 1976 eine Brücke über die Ostseite des Victoria Harbours geplant. Diese Brücke hätte aber auch hier die Schifffahrt behindert und zudem den Anflug auf den Flughafen Kai Tak beeinflusst, weshalb dieser Plan aufgegeben und stattdessen dem Eastern Harbour Tunnel der Vorzug gegeben wurde.
Der Eastern Harbour Crossing, kurz: EHC (東區海底隧道 / 东区海底隧道,  Dōngqū Hǎidǐ Suìdào, Jyutping Dung1keoi1 Hoi2dai2 Seoi6dou6, kurz: 東隧 / 东隧,  Dōngsuì, Jyutping Dung1seoi6) ist der zweite Tunnel in Hongkong. Er verbindet die Ostseite von Kowloon und mit Hong Kong Island und weist eine Gesamtlänge von 2,2 km auf. Der Tunnel besteht aus fünf Röhren: Zwei mit jeweils zwei Spuren in beiden Richtungen, zwei weitere werden von der Tseung Kwan O Line der Mass Transit Railway verwendet und die fünfte Röhre beinhaltet das Umweltkontrollsystem. Der Eingang der Südseite des Tunnels liegt bei Quarry Bay, die Zufahrt der Nordseite befindet sich bei Cha Kwo Ling.
Die New Hong Kong Tunnel Company Limited ist die Baufirma des Tunnels und erhielt 1986 das Recht den Tunnel für den Zeitraum von insgesamt 30 Jahren zu betreiben. 1989 wurde der Tunnel eröffnet. 2005 hatte die Firma die Gebühr erhöht, obwohl das Unternehmen einen riesigen Gewinn aufzuweisen hatte, was zu einem erheblichen Aufschrei innerhalb der Bevölkerung führte und das Verkehrsaufkommen des alten Tunnels zusätzlich belastete. 2006 wurde der Tunnel täglich durchschnittlich von 61.000 Fahrzeugen befahren.

#### Western Harbour Crossing

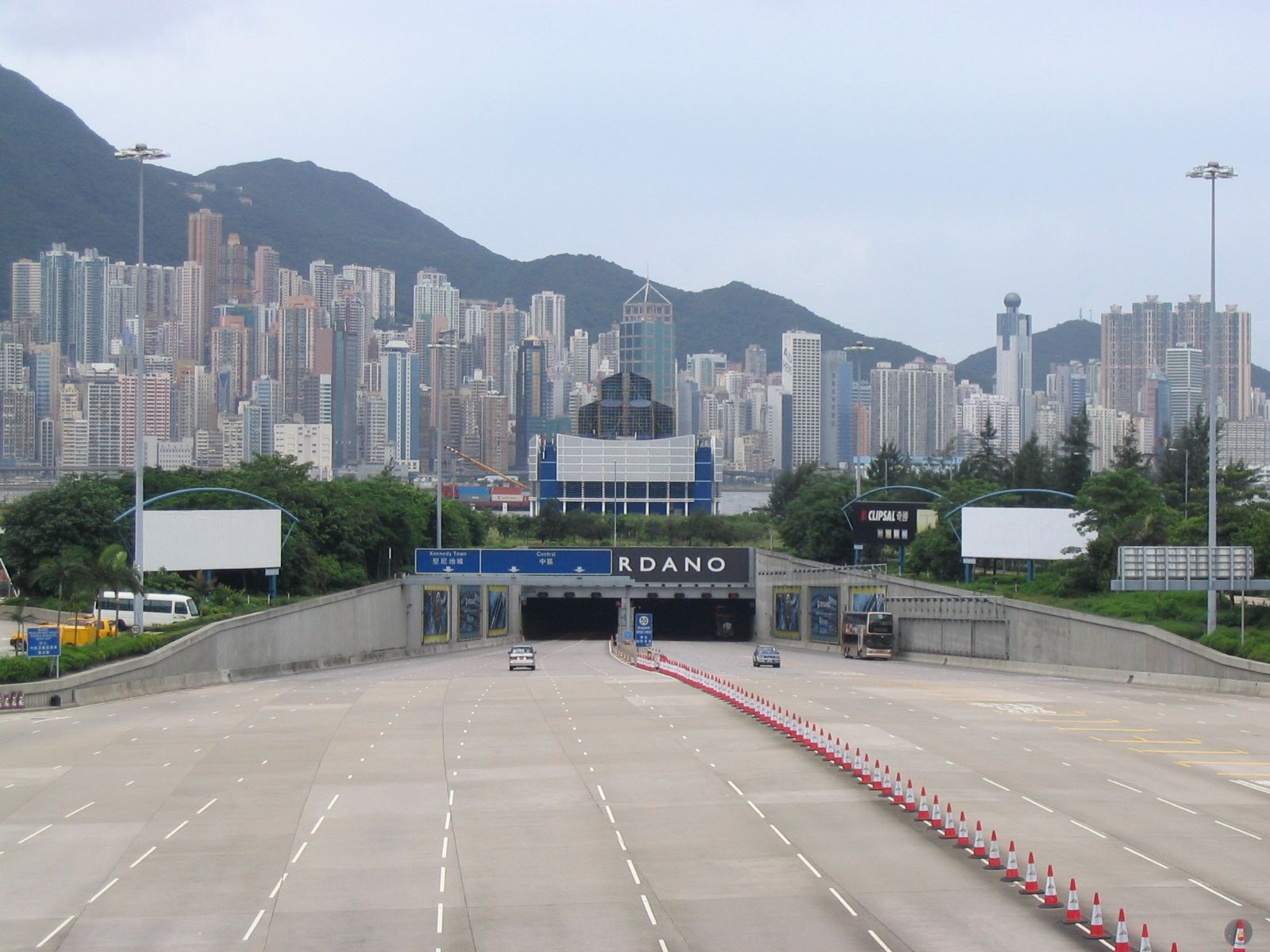
Eingang des Western Harbour Crossing auf der Kowloon-Seite, 2005

Der Western Harbour Crossing, kurz: WHC (西區海底隧道 / 西区海底隧道,  Xīqū Hǎidǐ Suìdào, Jyutping Sai1keoi1 Hoi2dai2 Seoi6dou6, kurz: 西隧 / 西隧,  Xīsuì, Jyutping Sai1seoi6) ist der dritte und der größte Tunnel Hongkongs. Er verbindet bei einer Länge von 1,97 km den Stadtteil Sai Ying Pun auf Hong Kong Island mit West Kowloon. Der Tunnel besteht aus drei Röhren und wurde gleichzeitig mit dem Eisenbahntunnel gebaut, der zum neuen Flughafen führt. Die Fahrbahnen in der mittleren Röhre lassen sich in beide Richtungen nutzen, so dass in Stoßzeiten insgesamt 12 Spuren in jeweils eine Richtung zur Verfügung stehen.
Der Western Harbour Crossing wurde ebenfalls von der New Hong Kong Tunnel Company Limited gebaut, die den Tunnel auch betreibt. Das Unternehmen hat nach der Inbetriebnahme das Betriebsrecht für insgesamt 30 Jahre. Wegen der hohen Gebühr wird der Tunnel nur unzureichend benutzt und kann den immer stärker aufkommenden Verkehr nicht entlasten. 2006 lag das durchschnittliche tägliche Verkehrsaufkommen bei nur 44.373 Fahrzeugen und damit bei weiterem niedriger als die 180.000 ursprünglich geplanten Fahrzeuge.

#### Der vierte Tunnel
Um die Situation des Cross-Harbour Tunnels zu entlasten, existieren Pläne für einen vierten Tunnel unter dem Victoria Harbour, der östlich des Cross-Harbour Tunnels liegen und Fortress Hill auf Hong Kong Island mit Whampoa auf Kowloon verbinden soll. Die Überlegungen gehen dahin, dass der Tunnel gleichzeitig mit dem fünften Eisenbahntunnel gebaut wird, um auf diese Weise die Kosten zu begrenzen.

#### Eisenbahntunnel
Es gibt drei Eisenbahntunnel der MTR, die unter dem Hafen hindurchführen:
- Die Tsuen Wan Linie (Inbetriebnahme seit 1980)
- Die Tseung Kwan O Linie (Inbetriebnahme seit 1989, Parallel zum Eastern Harbour Crossing)
- Die Tung Chung Line und die Airport Express Linie, die sich einige Schienenstränge innerhalb des Tunnels teilen (Inbetriebnahme seit 1997)

1967 überprüfte die Stadtregierung unter Einbeziehung britischer Forschungseinrichtungen die Verkehrssituation von Hongkong. 1982 wurde der erste Tunnel in Betrieb genommen, wobei bereits 1970 die Errichtung eines zweiten Eisenbahntunnels vorgeschlagen wurde. Der Vorschlag wurde jedoch wegen des Mangels an Ressourcen sowie aufgrund von Widerständen innerhalb der Bevölkerung aufgeschoben.
In den 1980er Jahren begann der erste Tunnel an seine Kapazitätsgrenze zu stoßen, was die Regierung veranlasste, die Möglichkeit eines zweiten Tunnels in Betracht zu ziehen.
1989 wurden dann mehrere Entwürfe vorgestellt. Als besonders wichtig stellte sich die Schienenverbindung durch die Westseite des Victoria Harbours heraus, um die Verbindung zum Flughafen zu verbessern. Da sich die Streckenführung teilweise mit dem Western Harbour Crossing deckte, konnten dadurch die Baukosten gesenkt werden.
Zeitweise plant die Regierung einen vierten Eisenbahntunnel. Der ursprüngliche Plan stammte aus dem Jahr 1970, wobei dieser allerdings überarbeitet wurde. Die Änderungen resultiert hauptsächlich aus den mittlerweile durch Landgewinnung veränderten geographischen Gegebenheiten. 2002 hatte die Regierung bereits einen Tunnelplan genehmigt, diesen aber aus Kostengründen wieder aufgehoben. Seit April 2006 wurde die Planung des vierten Tunnels wieder aufgenommen.
Gleichzeitig wurde 1989 der Plan für einen fünften Tunnel vorgelegt. Da der vierte Tunnel bisher jedoch noch nicht gebaut wurde, ist auch diese Planung vorerst aufgeschoben.

### Fähren

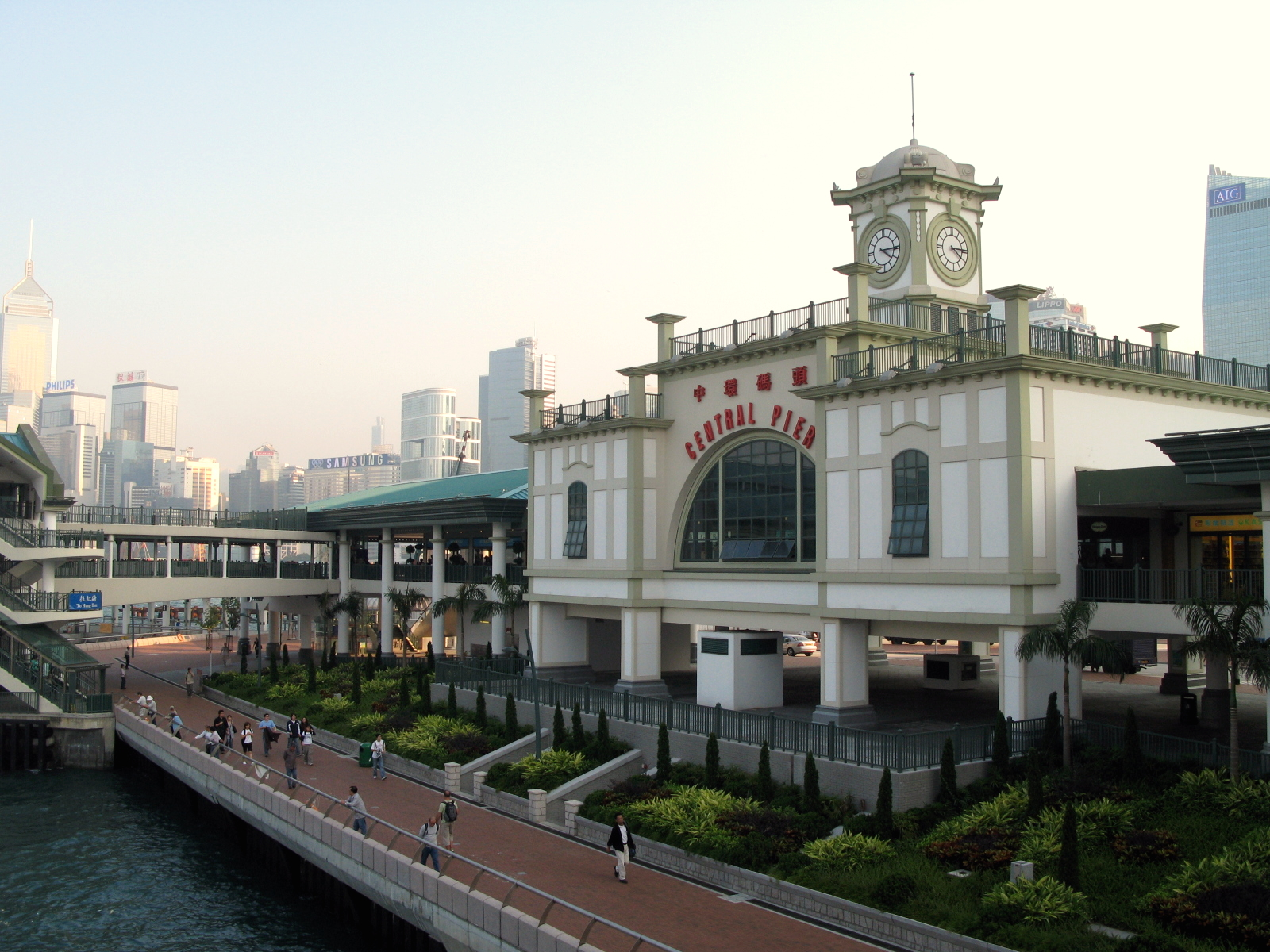
Pier 7 (Pier Seven) – Central Ferry Piers, Central 2007

Bevor es die Tunnel gab, waren Fähren die einzigen Verkehrsmittel, um den Victoria Harbour zu überqueren. Das erste Fährunternehmen, die heute bekannte Star Ferry, wurde 1888 von einem Perser namens Dorabujee Naorojee Mithaiwala gegründet. Die aktuellen regulären Fährstrecken der Star Ferry führen von Central und Western nach Tsim Sha Tsui, von Wan Chai nach Tsim Sha Tsui, von Central nach Hung Hom und von Wan Chai nach Hung Hom. Daneben existieren einige andere Fährlinien, die im Hafen agieren. Im Jahre 1898 kaufte The Wharf die Fährfirma auf.
Mit der Entwicklung auf der Kowloon-Seite (veralt. Transkription: Koolong-Seite) der Stadt wurde der Bedarf an Fährdiensten immer größer. Anfang des 20. Jahrhunderts gab es insgesamt 16 Fährfirmen, die unterschiedliche Linien bedienten. Wegen der Vielzahl der Anbieter herrschten jedoch bald chaotische Zustände auf dem Wasser. Ab 1919 begann die Regierung deshalb, Lizenzen für Fährbetriebe auszugeben. Ab dem 1. Januar 1924 beherrschte die Hongkong and Yaumati Ferry den Fährbetrieb und bot zahlreiche Cross-Harbour-Strecken zwischen Kowloon und Hong Kong an. Derzeit setzt das Unternehmen seinen Fokus auf die Beförderung von Fahrzeugen und gefährlichen Gütern, die für den Transfer durch die Tunnel verboten sind.

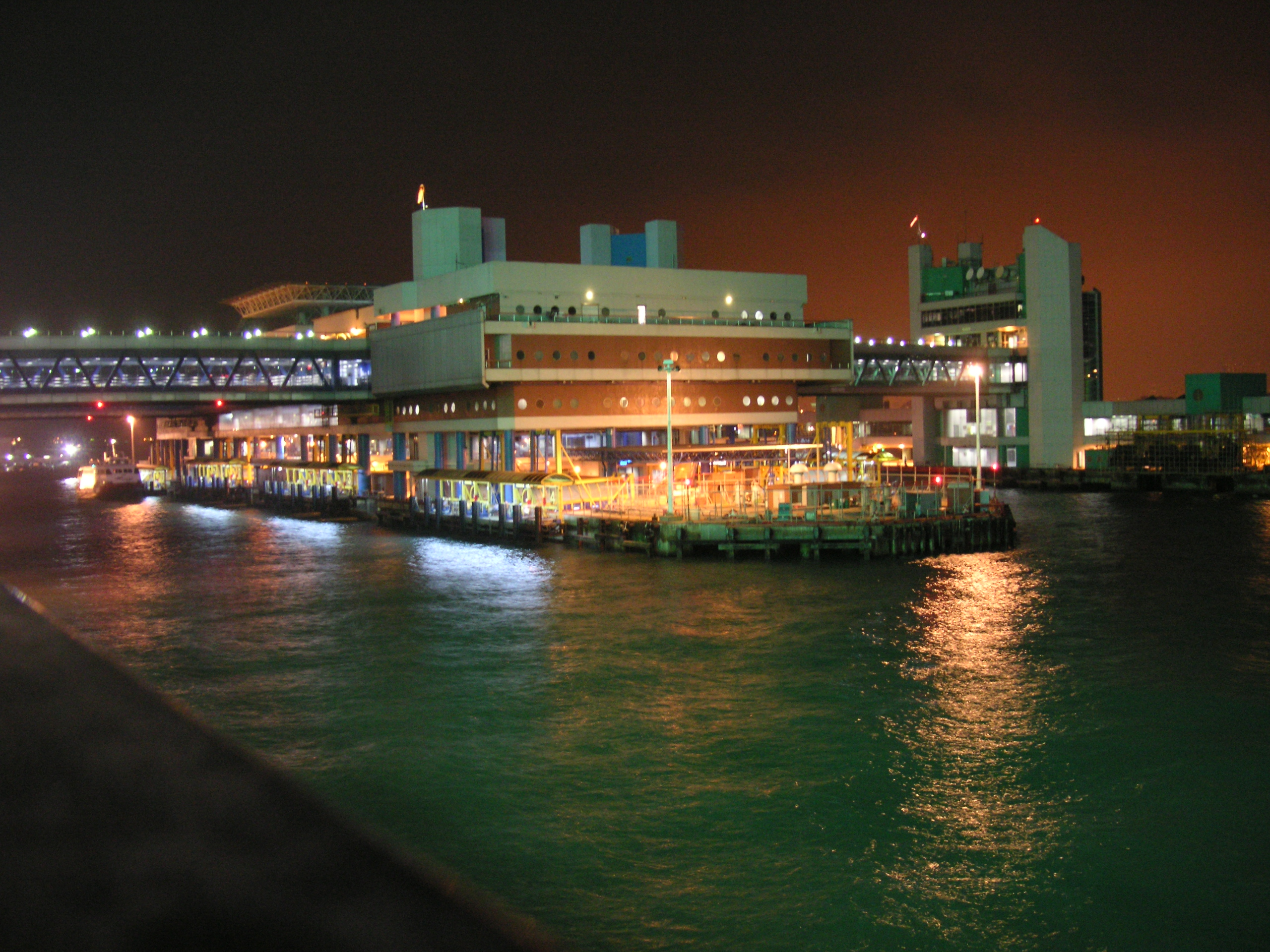
Hongkong-Macau Ferry Pier – Nachtansicht, 2005

Wegen des starken Verkehrsaufkommens wurde in den 1980er Jahren auch eine Fähre in Betrieb genommen, die zwischen der Ost- und Westseite von Hongkong Islands verkehrt. Erst mit der Inbetriebnahme der ersten U-Bahn entspannte sich die Situation. Bevor der U-Bahn-Tunnel 1985 in Betrieb genommen wurde, konnten Pendler nach Mitternacht nicht mehr über den Hafen fahren und mussten in teuren Hotels übernachten oder die relativ unsicheren und teuren Walla-Wallas, eine Art kleiner Motorboote, benutzen.
Seit den 1990er Jahren vernachlässigte die Regierung den Ausbau der Hafenanlagen. Einige Hafenanlagen und Anlegestellen existieren mittlerweile nicht mehr, da sie nach den Landgewinnungsprojekten nicht an das neue Ufer verlegt wurden. Zudem wurden vielen Strecken unrentabel. Heute gibt es auf der Kowloon-Seite nur noch zwei Fährhäfen, die Gebiete verbinden, die noch nicht an das Schienennetz angeschlossen sind.
Früher gab es auch eine Autofähre von Yau Ma Tei aus. Nach der Freigabe der Straßentunnel ging der Bedarf an diesem Fährdienst stark zurück, so dass die Fähre nicht mehr rentabel operieren konnte und schließlich eingestellt wurde. Wegen der Gebührenerhebung an den Straßentunneln gibt es allerdings in den letzten Jahren wieder Stimmen, die eine Wiedereröffnung des Autofährbetriebs verlangen.
Im Moment teilen sich die Fährbetriebe innerhalb des Victoria Harbour unter drei Firmen auf. Dagegen gibt es eine größere Anzahl von Firmen, die Fährverbindungen nach Macau und zu den Städten des Perlflussdeltas anbieten.

#### Terminals und Piere

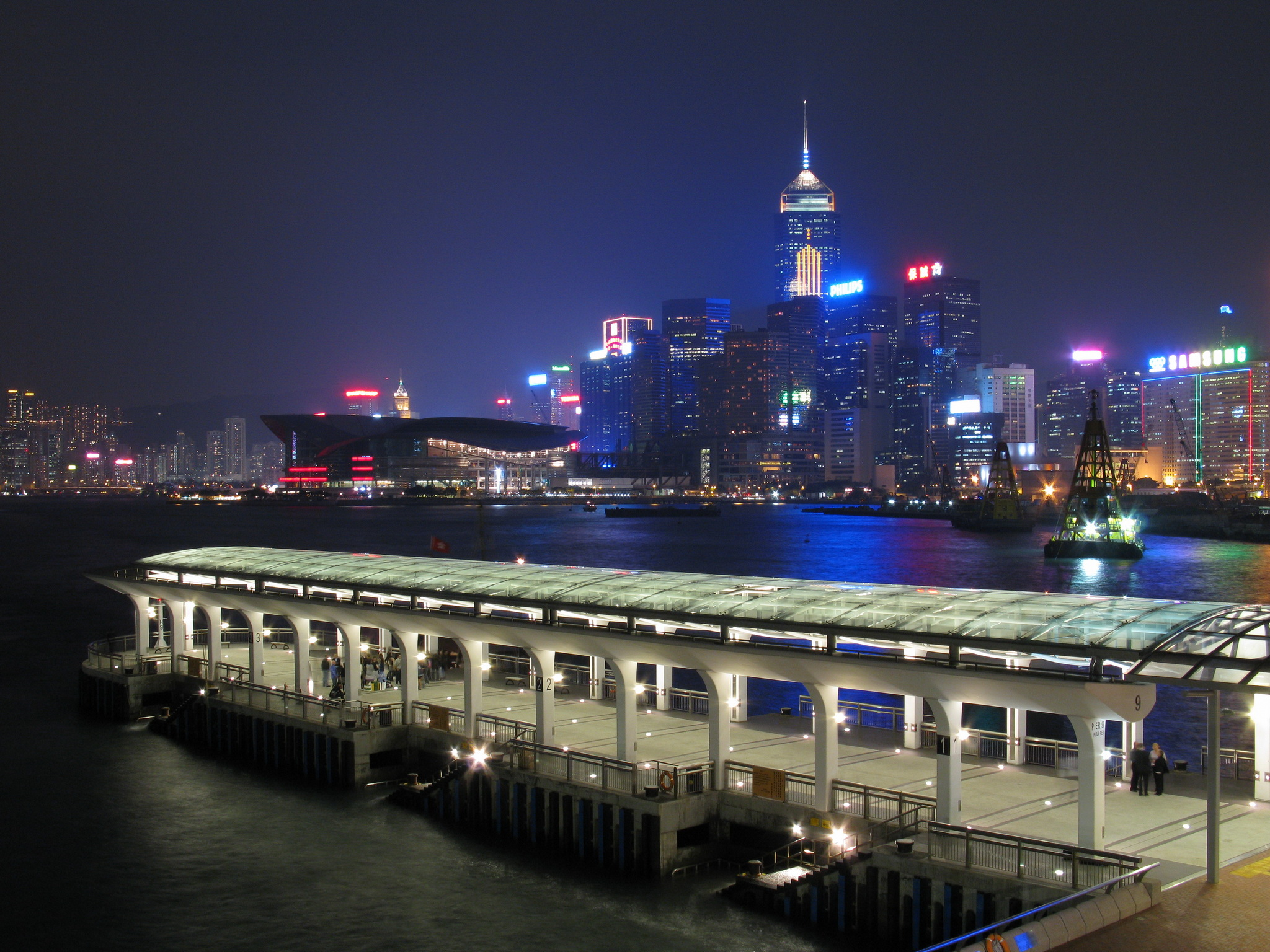
Pier 9 (Pier Nine) – Nachtansicht, Central Ferry Piers 2007

Um den Viktoria Harbour herum gibt es mehrere Personen- und Autoanlegestellen. Die Anlegestellen am Central sind zumeist Fährterminals, die Transportdienste innerhalb des Victoria Harbour sowie Fahrten nach Festlandchina und Macao anbieten. Die Anlegestellen am North Point und Kwun Tong dienen hauptsächlich dem Fahrzeug- und Gefahrguttransport. Ferner existieren einige öffentliche Anlegestellen, die Möglichkeit zu Ausflügen bieten oder als Ankerplätze für Yachten und andere kleinere Schiffen im Victoria Harbour dienen. Einige wenige Häfen dienen daneben dem Warentransport.
Für den internationalen Personenverkehr nach Festlandchina und nach Macau stehen zwei Fährterminals zur Verfügung, das Hongkong-Macau Ferry Terminal und das Hong Kong China Ferry Terminal. In diesen beiden Terminals sind auch Zoll- und Grenzinstitutionen integriert, so dass Passagiere hier die Ein- und Ausreiseformalitäten abwickeln können. Daneben gibt es das Ocean Terminal, ein Terminal für Kreuzfahrtschiffe. Am Pier 8 befindet sich das Hong Kong Maritime Museum.

### Typhoon shelter

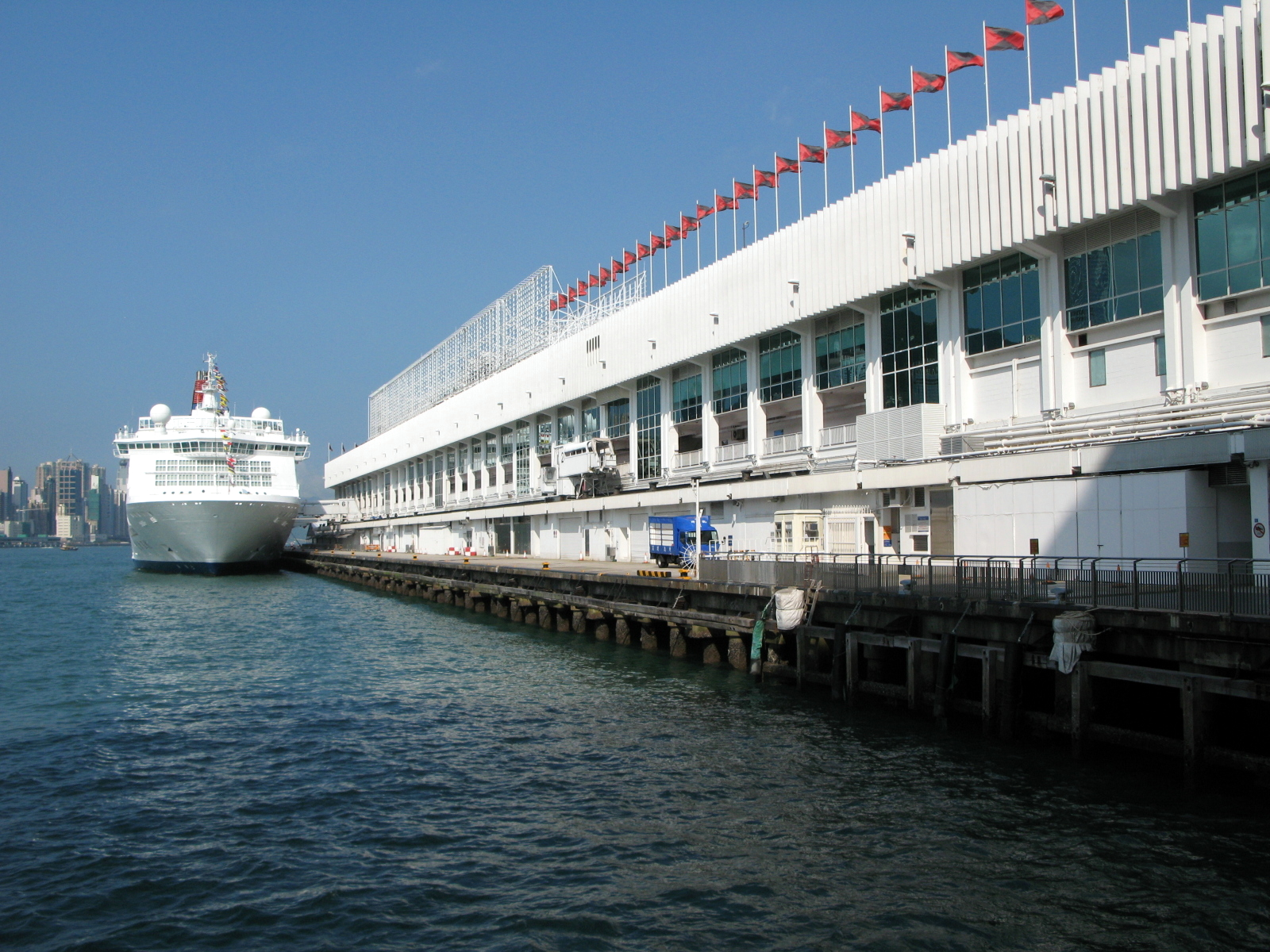
Ocean Terminal – Anlegeterminal für Kreuzfahrtschiff, Kowloon 2008

Hongkong wird in den Sommermonaten oft von Taifunen heimgesucht, weswegen im Victoria Harbour mehreren Schutzhäfen, die sogenannten Typhoon Shelter (避風塘 / 避风塘,  bìfēngtáng, Jyutping bei6fung1tong4), errichtet sind. Einige dieser Typhoon Shelter bieten auch Vergnügungs- und Verpflegungsdienste an, wie z. B. das berühmte schwimmende Restaurant Jumbo Kingdom bei Aberdeen Harbour, das im Aberdeen South Typhoon Shelter (香港仔南避風塘 / 香港仔南避风塘) dauerhaft vor Anker liegt. Das Gericht „Gebratenes Krebsfleisch nach Taifun-Schutzhafen-Art“ (避風塘炒蟹 / 避风塘炒蟹,  Bìfēngtáng Chǎoxiè, Jyutping Bei6fung1tong4 Caau2haai5) wird sogar als ein berühmtes Hongkong-Gericht angepriesen. Heute haben viele ehemalige Restaurants, die ursprünglich nur auf diesen Typhoon Shelter beheimatet waren, auch Geschäfte im Rest der Stadt eröffnet.

### Kreuzfahrtschiffhafen
Das Ocean Terminal auf Kowloon ist der einzige Hafen für Kreuzfahrtschiffe in Hongkong. Das Gebäude wurde im Jahre 1966 erbaut und besitzt außer den Hafenanlagen auch Büros und Kaufhäuser, die in den Komplex integriert wurden. Viele berühmte Kreuzfahrtschiffe haben hier bereits angelegt, inklusive der Queen Elizabeth.
Im Moment wird von der Regierung der ehemalige Flughafen zum Kai Tak Cruise Terminal umgebaut. Der Umbau hat den Vorteil, dass dabei keine Landgewinnungsmaßnahmen betrieben werden müssen.

## Kultur

### Schwimmen
Einige der ersten Freizeitaktivitäten, die in dem Hafen stattfanden, waren in den 1850er Jahren Wettbewerbe im Schwimmen und im Wasserball, die von den Mitgliedern des ersten Sportclubs in Hongkong, dem Victoria Sport Club, organisiert wurden.
Bereits ab 1906 gab es in Hongkong Schwimmwettbewerbe um die schnellste Überquerung des Victoria Harbours. Diese Wettkämpfe waren einst ein jährliches Großereignis. Die Strecke ging vom Hafen von Tsim Sha Tsui auf der Kowloon-Seite bis zum Queen’s Pier auf Hong Kong Island und hatte eine Gesamtlänge von 1600 Meter. Wegen des zunehmenden Verkehrs wurde es jedoch immer schwieriger, den Hafen für dieses Ereignis zu sperren. Zudem sank die Wasserqualität im Hafenbecken rapide. Beim Bau des Hong Kong Cultural Centres wurde schließlich noch der Eisenbahnhafen am Tsim Sha Tsui demontiert, was dazu führte, dass im Jahr 1979 die Schwimmwettbewerbe endgültig eingestellt wurden. In den letzten Jahren erklärte die Regierung, dass die Situation im Ostteil des Victoria Harbours sich langsam entspannt haben würde. Einige Organisationen wie der Amateurschwimmclub fordern nun die Wiederaufnahme der Veranstaltung, vor allem auch, um damit Touristen anzulocken. In der Öffentlichkeit herrscht zu diesen Plänen allerdings noch kein Konsens. 2005 plante die Gewerkschaft der Rettungsschwimmer eine Aktion im Victoria Harbour, um auf ihre Forderungen aufmerksam zu machen. Der Plan wurde jedoch nicht umgesetzt.
Nach dem momentan gültigen Hafen- und Schifffahrtsgesetz von Hongkong, Kapitel 313, ist es nicht erlaubt, ohne die Zustimmung des Marine Departments im Victoria Harbour zu schwimmen. Zuwiderhandlung können mit einer Geldstrafe bis 2000 HKD geahndet werden.

### Hong Kong International Dragon Boat Regatta
Das Hong Kong Tourism Board organisierte bereits mehrere Drachenbootwettbewerbe im Victoria Harbour. Die erste dieser Veranstaltungen wurde im Jahre 1976 abgehalten, damals noch in einem der Typhoon Shelter. Spätere Wettbewerbe wurden meist auf offenem Gewässer durchgeführt. Jährlich nehmen Teams aus der ganzen Welt daran teil, was diese Veranstaltung zu einem Großereignis macht, das zahlreiche Touristen anzieht.

### Segelregattas
Seit 1864 gibt es die Segeltour um Hong Kong Island.

### Feuerwerk

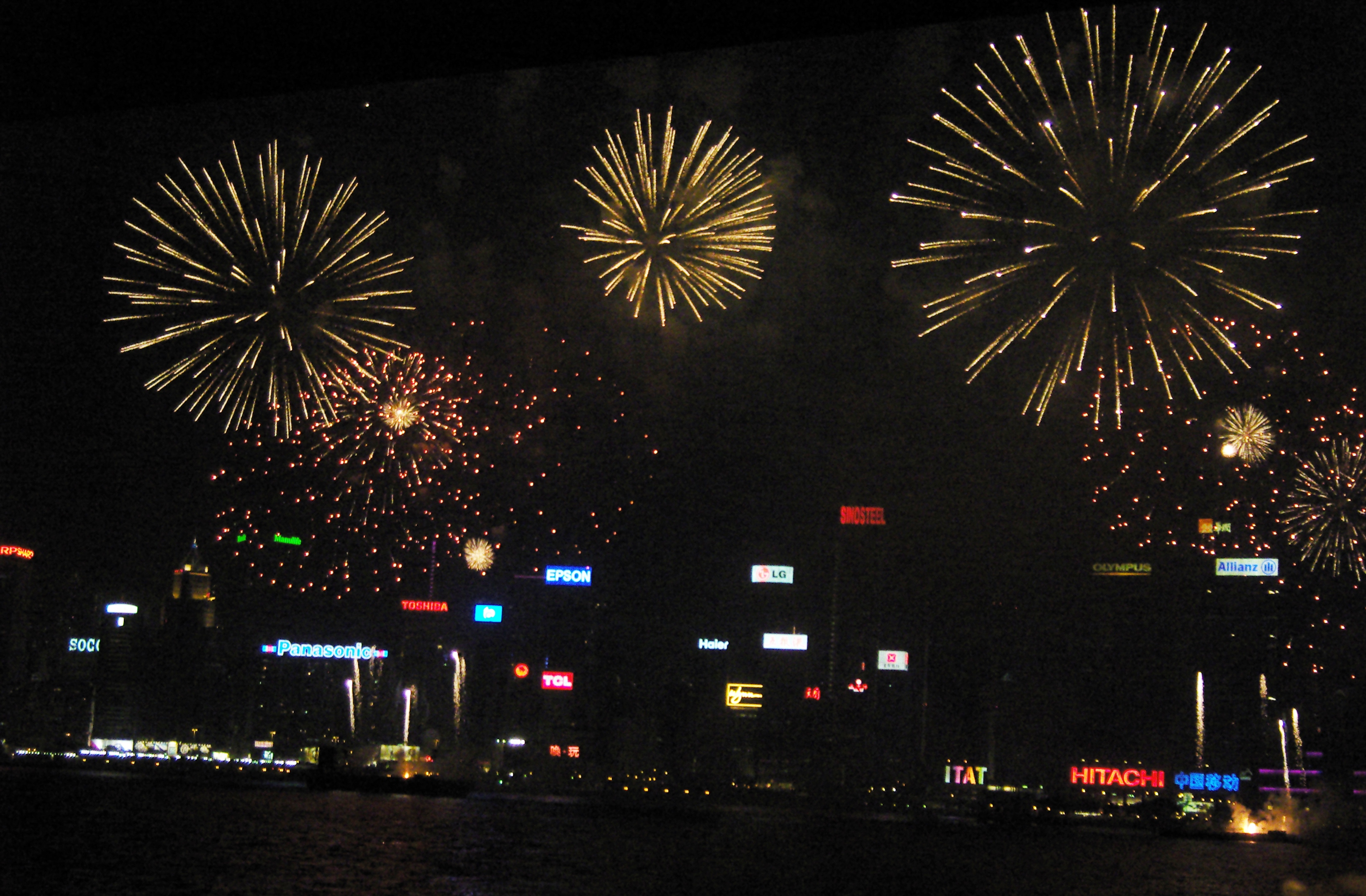
Nationalfeiertagsfeuerwerk – Victoria Harbour, 1. Okt. 2008

Seit 1982 werden jährlich zu Feierlichkeiten Feuerwerke über Victoria Harbour geboten, zuerst zum Chinesischen Neujahr und seit 1997 auch zum Jahrestag der Rückgabe von Hongkong an China sowie an dem chinesischen Nationalfeiertag. Seit einiger Zeit werden auch an anderen Tagen Feuerwerke über Victoria Harbour abgefeuert.

## Schutz

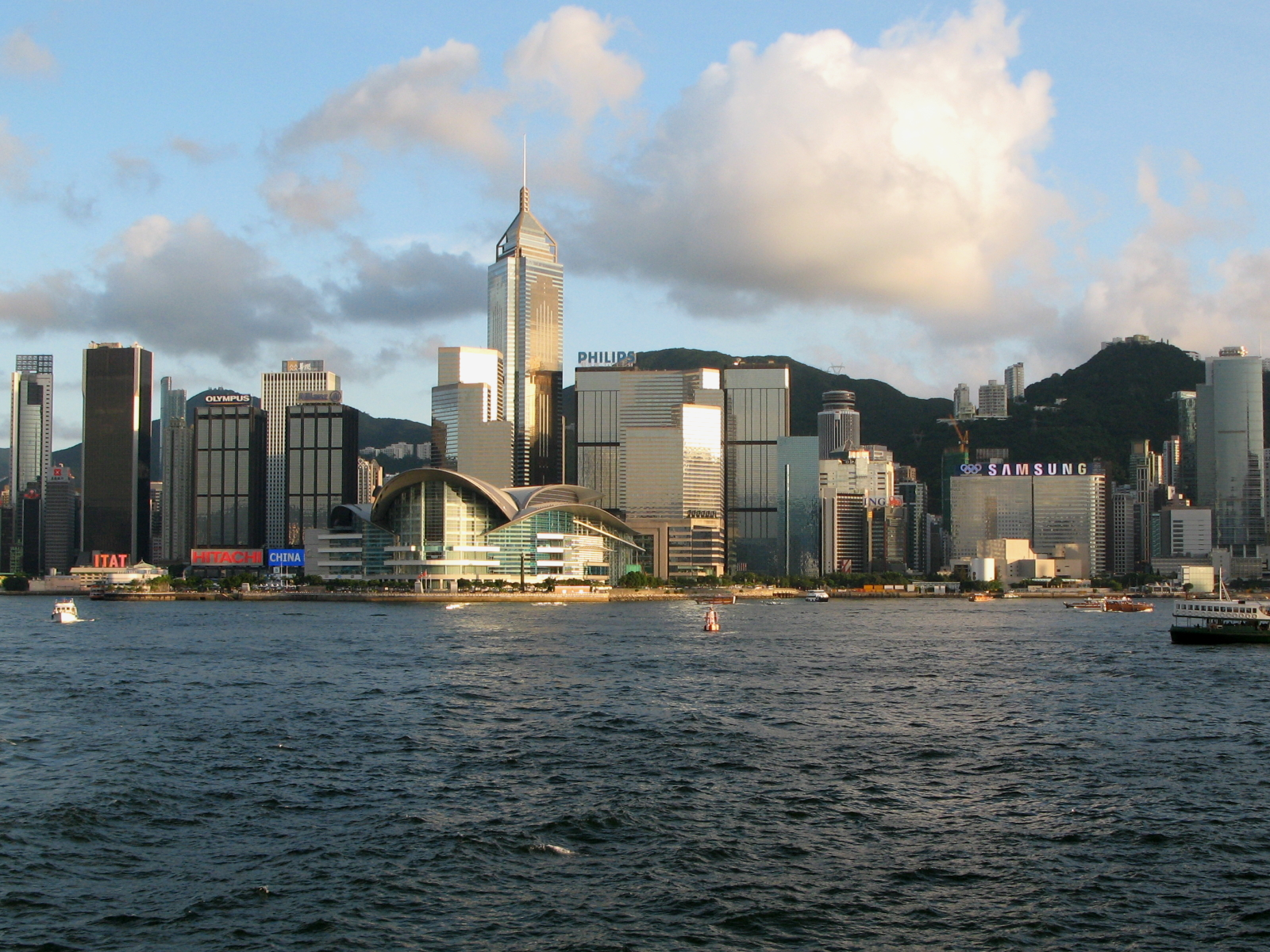
HKCEC – Internationales Kongresszentrum, Wan Chai 2008

### Landgewinnung
Hongkong verfügt über sehr wenig ebene Fläche, weswegen die Regierung schon früh Maßnahmen zur Landgewinnung durchführte, um die bebaubare Fläche zu vergrößern. Dadurch verkleinerte sich jedoch auch stetig die Fläche des Victoria Harbours. Das 1988 eröffnete Hong Kong Convention and Exhibition Centre (HKCEC) ist beispielsweise eines der vielen Projekte am Hafen, die erst durch Landgewinnungsmaßnahmen der Stadtregierung möglich wurde.
In den letzten Jahren erlangte die Landgewinnung zunehmend öffentliche Aufmerksamkeit und es entstanden viele Bewegungen zum Schutz des Victoria Harbours. Die Society for Protection of the Harbour sammelte 1996 Unterschriften von 170.000 Bürgern, um ein Gesetz zum Schutz des Victoria Harbours zu initiieren. Das Gesetz wurde schließlich vom Legislative Council of Hong Kong in seiner letzten Sitzung im Juni 1997 erlassen.
Nach der Rückgabe an China wurden die Stimmen gegen weitere Landgewinnungsmaßnahmen noch lauter. 1998 wurde die Regierung wegen des Protests zahlreicher Organisationen gezwungen, die Landgewinnungspläne bei Kai Tak neu zu prüfen. Später musste sich die Regierung vor Gericht wegen des Landgewinnungsplans bei Wan Chai und Central verantworten. 2004 entschied das Court of Final Appeal von Hongkong gegen die Pläne der Regierung zur Landerschließung in Wan Chai, im Jahre 2005 erlaubte das Gericht jedoch ein neues Landgewinnungsprojekt am Central und urteilte somit im Sinne der Regierung. Um zukünftige Klagen zu vermeiden, richtete die Regierung ein Komitee ein, an dem auch Nichtregierungsorganisationen beteiligt sind.
Heute hat sich bereits der Umfang der Landgewinnung stark reduziert, allerdings hat sich im gleichen Zeitraum auch das Verkehrsaufkommen stark erweitert, so dass heute im Victoria Harbour ein viel stärkerer Wellengang herrscht als früher.

### Landschaftsschutz

Hafenpanorama Victoria Harbour, 2008

Der Victoria Harbour war schon immer ein Anziehungspunkt für Touristen. Viele Touristen begeben sich auf den Victoria Peak, um von dort den gesamten Victoria Harbour zu überblicken. Wegen der hohen Immobilienpreise sind mittlerweile an beiden Ufern des Victoria Harbours zahlreiche Wolkenkratzer entstanden, die die Aussicht teilweise verdecken. So ist zum Beispiel die Panoramasicht, die man einst vom Lion Rock auf Kowloon hatte, verloren gegangen.
Es fehlt in Hongkong gegenwärtig noch jedwede gesetzliche Regulierung zum Landschaftsschutz. Einer Umfrage zufolge gibt es jedoch eine Mehrheit innerhalb der Stadtbevölkerung, die sich für entsprechenden Regelungen ausspricht.

### Wasserverschmutzung
Die Wasserqualität in Victoria Harbour wurde über lange Zeit vernachlässigt. Seit den 1970er Jahren wurde nicht zuletzt durch die rasanten Entwicklung der Industrie das Wasser stark verschmutzt. Bevor die Regierung entsprechende Maßnahme ergriff, um dieser Entwicklung entgegenzusteuern, leitete die Stadt täglich 1,5 Millionen Kubikmeter gefiltertes Abwasser in das Hafenbecken ein. Schwermetalle und andere Giftstoffe wurden ohne Behandlung zusammen mit dem Abwasser direkt in den Victoria Harbour geleitet und setzten sich danach im Hafensediment ab.
Zahlreiche Personen entsorgten ihren Müll einfach illegal im Meer und Schiffe leiten ihr Altöl ebenfalls direkt in das Wasser der Hafenumgebung. Daneben landeten auch häusliche Abwässer unbehandelt im Victoria Harbour. Während des SARS-Ausbruchs stieg die Verwendung von Bleichmitteln innerhalb der Bevölkerung stark an, was dazu führte, dass der Ammoniak-Gehalt im Meer ebenfalls drastisch zunahm.
Die Landgewinnungsmaßnahmen hatten ebenso einen indirekten Einfluss auf die Wasserqualität. Die Begradigung der Küstenlinie schafften Zonen, in denen der Wasseraustausch nur noch stark eingeschränkt stattfinden konnte. Die Verringerung der Wasserfläche schwächt zudem die Tide, wodurch sich Müll in einigen Bereichen des Hafens ansammeln konnte, der zu einer gesteigerten Geruchsentwicklung führte. Durch Kontrollen konnten erhöhte Bakterienkonzentration und zu niedrige Sauerstoffkonzentration nachgewiesen werden, was die Möglichkeit eines Fischsterbens vorantreibt.
Die Regierung erarbeitet daher einen Plan zur Sauberhaltung des Hafens. Gemäß Daten des Umweltamtes verbesserte sich die Wasserqualität in den letzten Jahren leicht, die Verschmutzung ist aber immer noch deutlich zu hoch. Gleichzeitig wurden von der Regierung viele Werbefilme in Auftrag gegeben, um an die Bürger zu appellieren, keinen Müll mehr in den Hafen zu werfen. In diesem Zusammenhang wurde zudem Personal abgestellt, das die Aufgabe hatte, den Müll aus dem Wasser zu sammeln und periodisch die Wasserqualität zu kontrollieren. Langfristig denkt die Regierung darüber nach, das Abwasser über Pipelines ins entfernte Meer abzuleiten, um den Victoria Harbour zu entlasten.
In früherer Zeit wurde im Victoria Harbour noch Fischerei betrieben. und bis heute gibt es immer noch Leute, die in Victoria Harbour angeln. Aufgrund der anhaltenden Verschmutzung sind die Fische jedoch nicht zum Verzehr geeignet. Wegen der Wasserverschmutzung werden im Victoria Harbour seit geraumer Zeit auch keine Schwimmveranstaltungen mehr durchgeführt.

### Victoria Harbour Day
Seit 2005 gibt es den Victoria Harbour Day, der von mehreren Organisationen und Unternehmen veranstaltet wird, um das Bewusstsein zum Schutz des Hafens innerhalb der Bevölkerung zu stärken.

## Rezeption

### Filme (Auswahl)
- Das im Hafen gekenterte Wrack der RMS Queen Elizabeth (früher Cunard Line, 1938) spielt als regionales Hauptquartier des Geheimdienstes MI6 eine Kulissen-Rolle im Bond-Film The Man with the Golden Gun (1974) bei Bonds Aktivitäten zur Rettung der Erde in Hongkong.
- Fallen Angels von 1995 spielt in der Stadt und zeigt u. a. den historischen Flughafen Kai Tak (heute neue städtebauliche Nutzung des Geländes).

### Dokumentationen (Auswahl)
- Drone Snap: Hong Kong 🇭🇰 – by drone [4K] auf YouTube, 15. Januar 2021 (Panorama-Luftaufnahme mit Hintergrundmusik; Laufzeit: 10 min 6 s).
- Virtual Tours TV: Hong Kong – Tsim Sha Tsui Walking Tour [4K HDR] | Walking by Hong Kong’s Famous Skyline auf YouTube, 9. März 2024 (Tour an der Uferpromenaden von Victoria Habour und am Stadtteil von Tsim Sha Tsui; Laufzeit: 33 min 11 s).